# Moldávie
Moldávie (rumunsky Moldova, starším českým označením též Multánsko) je označení historického území, které se rozkládá mezi Karpaty a řekou Dněstr.[zdroj?] Dnes je součástí Rumunska, Moldavska a Ukrajiny.

## Dějiny
V roce 1279 padlo území Moldávie do područí Mongolské říše. Moldávie se zformovala v polovině 14. století, a to pod vlivem Uherska. Roku 1359 se moldavský kníže Bohdan I. uherského vlivu zbavil a stal se tak prvním nezávislým knížetem. Později se Moldavsko dostalo do lenní závislosti na polském státě. Nejvýznamnějším moldavským vládcem byl kníže Stefan III. Veliký (1457–1504). Za jeho vlády bylo knížectví ohroženo agresí sousedního Polska, Uherska, ale především Osmanské říše. Proti ní se Stefan snažil vytvořit alianci. Roku 1489 byl nakonec Turky donucen platit tribut. Jeho nástupce uznal pak lenní závislost své země na Osmanské říši.
Roku 1829 získala Moldávie od osmanské říše samosprávu. Část Moldávie západně od řeky Prut byla v roce 1859 spojena s Valašskem a vytvořila s ním nezávislé Rumunsko. Část Moldávie východně od řeky Prut byla roku 1792 připojena k Rusku jako Besarábie, roku 1918 se stala součástí Rumunska. Roku 1940 bylo území připojeno k SSSR, roku 1941 znovu k Rumunsku. Roku 1944 bylo území s konečnou platností připojeno k Sovětskému svazu. Na větší části Besarábie vznikla již roku 1940 Moldavská SSR. Ta získala roku 1991 samostatnost jako Moldavsko.

## Geografie
Východní část Moldávie se nazývá Besarábie. V současnosti Besarábie tvoří převážnou část nezávislého Moldavska a zasahuje i na území Ukrajiny. Severní část historické Moldávie se jmenuje Bukovina, ta je dnes rozdělena na rumunskou a ukrajinskou část. Na jihovýchodě Moldávie se nachází Budžak (dnes je součástí Ukrajiny).